# Блас Руис
Блас Руис де Эрнан (Фернан) Гонсалес (исп. Blas Ruiz de Hernán (Fernán) González,? — 1598) — испанский авантюрист, пытавшийся завоевать Камбоджу.

## Биография
О Бласе Руисе мало что известно до его прибытия на Филиппины, принадлежавшие Испании. Известно, что ранее он отправился в Камбоджу, где в Чордемуко (Пномпень), столице Камбоджи, он в 1594 году встретил португальца Диего Беллозо (или Велозо). Они оба некоторое время были на службе у короля Камбоджи Сатхи I.
Затем Сатха I отправил Беллозо в качестве посла к губернатору Филиппин, чтобы просить защиты от агрессивного короля Аютии, обещая, что за это он станет подданным короля Испании и примет христианство.
Но король Аютии Наресуан вторгся в Камбоджу с восемьюстами тысячами человек и боевыми слонами, занял страну и взял в плен Руиса, а затем и Беллозо (по возвращении того с Филиппин). Находясь в плену на джонке с камбоджийско-китайской командой, Руис сумел сбежать и добраться до Филиппин. Там он встретил Беллозо, который тем временем убедил короля Аютии Наресуана освободить его и отправить послом к губернатору Филиппин, чтобы завоевать его дружбу.
В итоге Блас Руис и Беллозо предложили губернатору Филиппин Пересу дас Мариньясу завоевать Камбоджу, поддержав Сатху I в его войне против Аютии. Губернатор сначала не отваживался на такое авантюрное начинание, но всё же в 1595 году отправил в Камбоджу военную экспедицию под командованием Хуана Суареса де Галлинато на трёх кораблях. В составе этой экспедиции, среди прочих наёмников, были даже японцы-христиане.
Два из этих кораблей, под командованием Руиса и Беллозо, достигли Камбоджи, а корабль Галлинато из-за шторма отнесло к Молуккским островам. Тем временем король Аютии посадил на трон Камбоджи Про Раму I.
Испанцы вступили в конфликт с Про Рамой I, и он был ими убит. Тут в Камбоджу, наконец, прибыл Галлинато. Он был недоволен, что Блас Руис и Беллозо действовали самовольно, не дождавшись его, и заключил мир с камбоджийцами. Блас Руис и Беллозо решили отправиться в Лансанг, где находился свергнутый король Сатху I, но когда они прибыли туда, этот король уже умер, и его наследником-претендентом стал его сын Баром Реатеа V.
Затем Блас Руис и Беллозо вместе с претендентом вернулись в Камбоджу, и возвели претендента на престол. Тот назначил Бласа Руиса и Беллозо своими военачальниками, пожаловав им высокий титул чофас и земельные владения. Однако в результате восстания камбоджийцев испанцы были разгромлены, а Блас Руис и Беллозо в 1598 году были убиты.